# Adamski (Film)
Adamski ist eine deutsche Filmkomödie von Jens Becker, die am 2. Juni 1994 in die deutschen Kinos kam. Seine Premiere hatte der Film am 29. Oktober 1993 bei den Internationalen Hofer Filmtagen.

## Handlung
Der unscheinbare Horst Adamski war in der DDR Trompeter im Blasorchester der Volkspolizei. Nach der Wende verdient er sein Geld nun als Kaufhausdetektiv am Berliner Alexanderplatz. Um die vom Betreiber gewünschten Quoten zu erfüllen, muss er regelmäßig Diebe ertappen. Eines Tages beobachtet er die junge Lili bei der Ausführung eines Diebstahls. Die freche und aufregende Frau, die für ihren Freund Wolf regelmäßig Diebesgut besorgen muss, beeindruckt Adamski sehr. So entscheidet er sich dagegen, sie zu überführen, und beobachtet sie stattdessen regelmäßig bei ihren Diebeszügen. Adamski verliebt sich in Lili und wird schließlich ihr Geschäftspartner. Während Lili weiter klaut, steht Adamski Schmiere.

## Rezeption
Der Filmdienst nannte Adamski eine „aufmerksam beobachtende, lakonisch erzählte Satire um Verführung und Verführbarkeit, Existenzängste und -zwänge“, deren „bisweilen arg behäbige Erzählweise“ durchaus Methode habe und der „kritischen wie verständnisvollen Beschreibung der Hauptfigur“ diene.
Cinema sah in der Komödie einen hintersinnigen „Wiedervereinigungsspaß“, der von Regisseur Becker mit „viel Gefühl für Situationskomik“ inszeniert worden sei.
Für den Variety-Kritiker Eric Hansen war Adamski die ostdeutsche Antwort auf Abgeschminkt!, die zwar technisch wenig reizvoll sei, aber dank der witzigen und sympathischen Hauptfiguren durchaus zu unterhalten wisse.

## Auszeichnungen
- 1994: Akademie der Künste, Berlin – Förderpreis Kunstpreis
- 1994: Filmfestival Max Ophüls Preis – Langfilm Förderpreis der Jury
- 1994: Deutsche Film- und Medienbewertung (FBW) – Prädikat wertvoll[5]